# Jean-Michel Grandmont
Jean-Michel Grandmont (* 22. Dezember 1939 in Toulouse) ist ein französischer Wirtschaftswissenschaftler.

## Werdegang, Forschung und Lehre
Grandmont studierte ab 1960 Ingenieurwissenschaften an der Pariser École polytechnique, ehe er 1962 an die École Nationale des Ponts et Chaussées wechselte. Dort graduierte er 1965. Anschließend ging er zum Studium in die Vereinigten Staaten. An der University of California, Berkeley schloss er 1971 unter Anleitung von Gérard Debreu sein Ph.D.-Studium in Wirtschaftswissenschaften ab. Nach Beendigung seines Studiums war Grandmont zunächst nach Paris zurückgekehrt und forschte für das CNRS. 1972 zog es ihn zur Université catholique de Louvain, wo er am von Jacques Drèze geleiteten Center for Operations Research and Econometrics forschte.
1977 kehrte Grandmont als Associate Professor an die École polytechnique zurück, drei Jahre später ging er an die ENSAE. Zwischen 1982 und 1986 war er zudem parallel Associate Professor an der EHESS. 1992 wurde er an der École polytechnique zum ordentlichen Professor berufen. Zwischen 1996 und 2000 leitete er die wirtschaftswissenschaftliche Abteilung der Hochschule.
Ab 1970 hatte sich Grandmont in der Forschung beim CNRS engagiert. Dort durchlief er verschiedene Zuständigkeitsbereiche und war ab 1987 Directeur de Recherches. Seit 1996 ist er zudem Direktor beim Ausschuss für wissenschaftliche und technische Forschung. Zudem ist er seit 1986 Mitglied der Europäischen Ökonomischen Vereinigung sowie seit 1989 Ehrenmitglied der American Economic Association. Zwischen 1992 und 1999 saß er im 15-köpfigen Exekutivkomitee der International Economic Association, 1990 war er Präsident der Econometric Society. 1992 wurde er mit dem Gay-Lussac-Humboldt-Preis ausgezeichnet und in die American Academy of Arts and Sciences gewählt. Seit 1989 ist er ordentliches Mitglied der Academia Europaea.
Grandmonts Arbeit widmet sich insbesondere der Geldtheorie, der allgemeinen Gleichgewichtstheorie, der Sunspottheorie in Konjunkturverläufen und den mikroökonomischen Fundamenten der Makroökonomie. Dabei analysierte er die Möglichkeiten und Ausprägungen  wirtschaftlicher Gleichgewichtszustände anhand der Beschreibung durch mathematische Methoden und Modelle. Hierbei arbeitete er unter anderem mit Kenneth Arrow und Werner Hildenbrand zusammen.

## Werke
Die folgende Auflistung gibt von Grandmont veröffentlichte Bücher wieder, zudem hat er zahlreiche Zeitschriftenartikel und Arbeitspapiere verfasst.
- Money and Value, 1983
- Nonlinear Economic Dynamics (Herausgeber), 1987
- Temporary Equilibrium – Selected Readings (Herausgeber), 1988